# 佐々木絵美子
佐々木 絵美子（ささき えみこ、1983年3月7日 - ）は、日本の元タレント、元グラビアアイドル。
神奈川県横浜市出身。血液型はAB型。

## 略歴
1998年11月13日、バラエティ番組『DAIBAッテキ!!』（フジテレビ）のオーディションに合格、アイドルグループ・チェキッ娘のメンバーとなる（チェキッ娘ID011）。このメンバーの中では、生まれ順でいえば一番の年下だった。チェキッ娘内ユニットのNEOちゃっきり娘のメンバーとしても活動。
高校生時代、部活はバスケットボール部だった。
ハスキーボイスのような低い声で、よく風邪をひいているように思われたという。
1999年11月3日にチェキッ娘を卒業した後は、サンズ（現・サンズエンタテインメント）に所属し、グラビアアイドルとして活躍。また、川村亜紀らによるアイドルユニット・KOMATIに加入し、テレビ番組『いまどき娘とハッスルオヤジ』（テレビ東京）にレギュラー出演する。2001年8月には、映画『ワイルドスピード』のキャンペーンガール「ワイルドスピードガールズ」を務めた。
その後引退、2009年現在は2児の母親。

## 出演

### テレビ
- いまどき娘とハッスルオヤジ（テレビ東京） - KOMATIメンバーとしてレギュラー出演

### ラジオ
- ASIAN 美少女 FILE（USEN） - 準レギュラー

### CM
- ウテナ「プロカリテ スーパーストレートパーマ」（2001年9月）

## 作品

### CD
- 恋のTRAP（『KOMATI』として発売、2000年10月12日）
収録曲：「恋のTRAP」/「DANGEROUS」/「虹色の湖」（中村晃子のカバー曲）/「恋のTRAP」（Instrumental）/「DANGEROUS」（Instrumental）

### DVD
- Primary Color（2000年4月20日）
- Making of Ravissant（2001年3月25日、ビデオ版は2000年11月10日に発売）
- KOMATI in CEBU オーシャン・ブリーズ（2000年11月24日）
- イエローキャブ大図鑑 金盤・銀盤（2000年12月21日）

## 書籍

### 写真集
- BABY KISS（2000年5月15日）
- Ravissant（2000年11月10日）